# مونک
مونک (آلمانی: Mönch) یک کوه در رشته‌کوه آلپ برنیس در کشور سوئیس است.این کوه در مرز میان کانتون وله و کانتون برن قرار دارد.

## نگارخانه

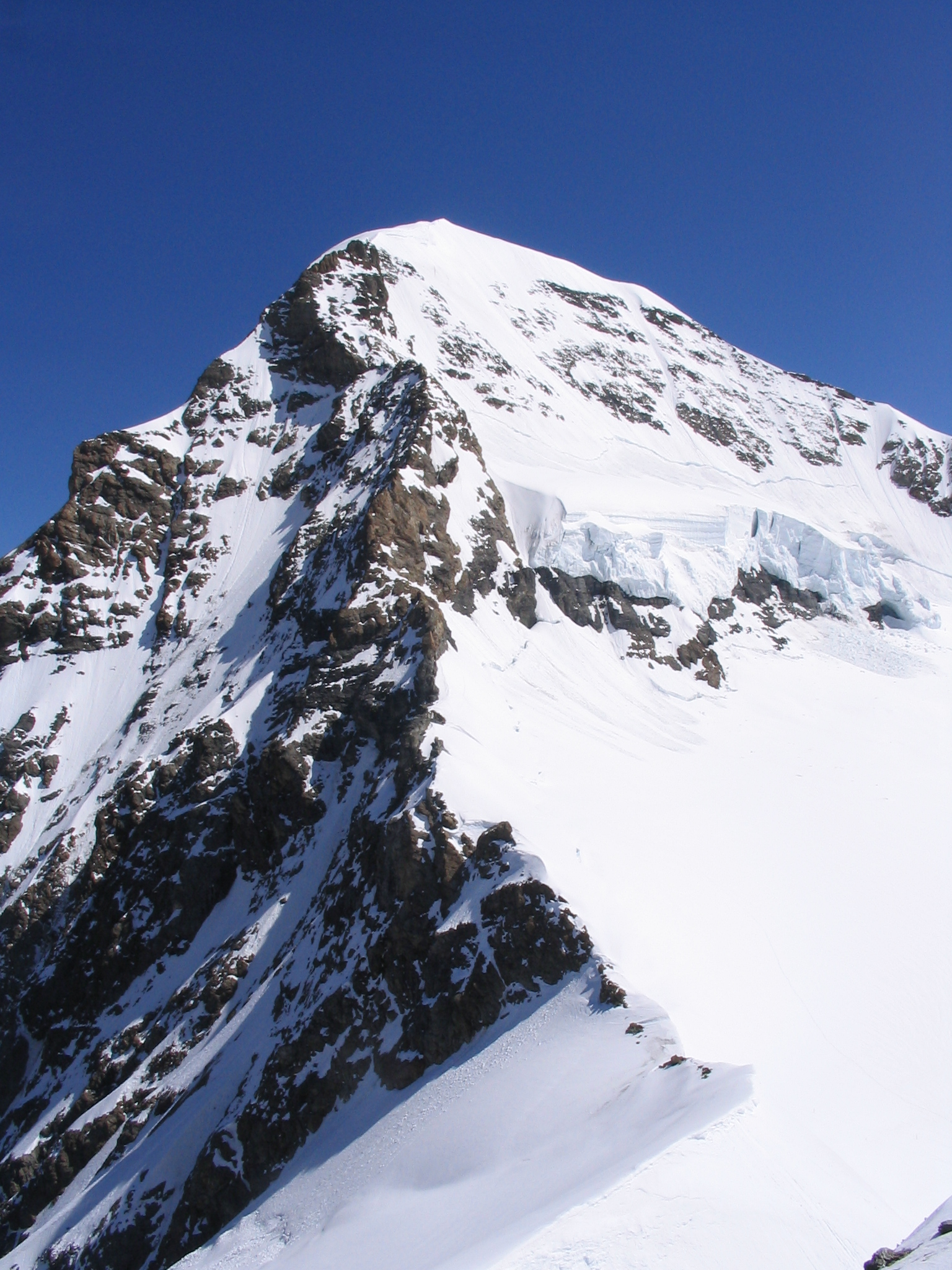
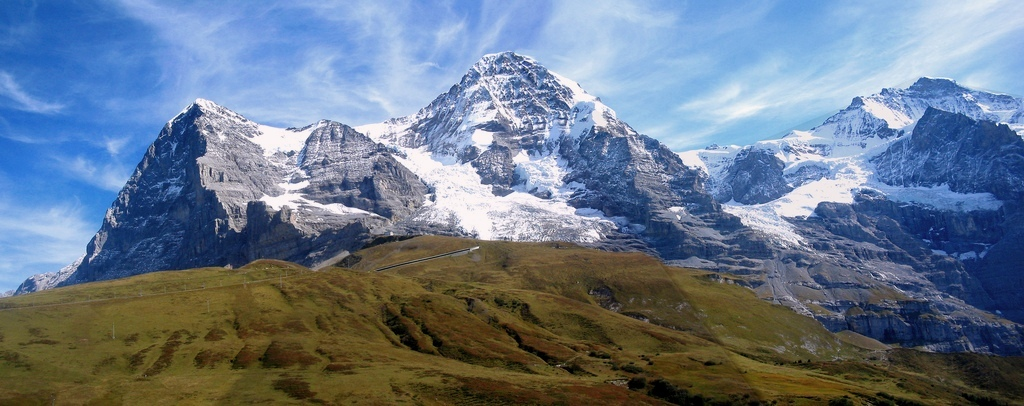